# Libéralisme français
 (avril 2012).
Le libéralisme français n'est pas un mais pluriel. Les travaux de Lucien Jaume ont mis en lumière deux points saillants dans l'orléanisme, le courant du libéralisme qui a eu des responsabilités politiques de premier plan au XIXe siècle : un individu relativement effacé et un rôle important attribué à l'État (même s'il s'agit d'un État peu interventionniste en économie). René Rémond place dans la continuité de ce courant ce qu'il nomme la droite libérale qui a été présente à l'Union pour la démocratie française. À côté de ce courant, il y a aussi eu au XIXe siècle un groupe d'intellectuel libéraux autour de Germaine de Staël puis d'Alexis de Tocqueville critique envers l'orléanisme, tout comme il y a eu un catholicisme libéral. Il est à noter qu'à ce tropisme de droite du courant majeur politiquement en France répond un tropisme de gauche du courant principal du libéralisme anglo-saxon. Peut-être pour cette raison, les courants libéraux de gauche préféreront à la fin du XIXe siècle adopter le vocable de radicalisme qui n'est pas sans rappeler le courant libéral anglais et John Stuart Mill. De nos jours, à côté d'une droite libérale à la René Rémond on trouve également un courant très marqué par le libéralisme autrichien et quelques experts d'inspiration sociale-libérale.

## Les sources du libéralisme

### Les précurseurs
En fait ce ne sont pas les mêmes suivant les courants.
- Pour François Guizot et l'orléanisme, avec la philosophie de Victor Cousin elle inclut Nicolas Malebranche, François Fénelon, Claude Buffier et critique le subjectivisme[2]
- Pour le courant intellectuel autour de Germaine de Staël, c'est plutôt Jean-Jacques Rousseau et Kant[2]

### La naissance du libéralisme sous la Révolution et l'Empire
Un groupe, les Idéologues (Pierre Jean Georges Cabanis, Pierre Daunou,Dominique Joseph Garat, Destutt de Tracy, etc.), et Germaine de Staël vont jouer à cette période un rôle important dans la destinée de ce qui sera plus tard le libéralisme français ou pour être plus exact les libéralismes français. Avant le coup d'État du 18 brumaire, dont le groupe des Idéologues sera partie prenante, étant assez proche de Madame de Staël. L'arrivée au pouvoir de Napoléon Bonaparte va les séparer et provoquer une conversion intellectuelle chez la dernière citée. Aussi, un historien comme Albert Thibaudet a pu faire de Madame de Staël « la mère de la Doctrine » c'est-à-dire du courant qui va être la matrice de l'orléanisme. En effet, sa pensée « première période » s'organise comme celle des idéologues autour d'une « continuation des idées de Turgot et de Nicolas de Condorcet sur les progrès indéfinis dont est susceptible l'espèce humaine » sur la volonté de faire émerger un pouvoir exécutif fort
Les idéologues comme les physiocrates et à leur suite le courant majeur du libéralisme français ont une vision passive de la liberté populaire. Dans un discours devant le Conseil des Cinq-Cents Pierre Jean Georges Cabanis écrit « dans le véritable système représentatif, tout se fait au nom du peuple et pour le peuple, rien ne se fait directement par lui : il est la source sacrée de tous les pouvoirs, mais il n'en exerce aucun », vision que pour tard Alexis de Tocqueville critiquera en remarquant selon la phrase de Lucien Jaume que « les Français ont privilégié l'égalité passive sur la liberté », Quoi qu'il en soit Germaine de Staël, en butte à l'hostilité de Napoléon Bonaparte, va être d'une certaine façon la victime d'un tel système et privée comme les autres Français de ce qu'Hannah Arendt appelle « le bonheur public » qui peu ou prou est réservé à l'élite dirigeant le pays dont elle a été exclue.
Cela va l'entraîner, notamment après un séjour en Allemagne et sa découverte du kantisme (dont elle n'aura qu'une connaissance partielle) à mettre l'accent sur le sujet intérieur. Elle développe alors ce que Lucien Jaume appelle un « libéralisme du sujet... ou ....de la conscience ». Cette primauté accordée au sujet ou à la conscience va avoir plusieurs conséquences. D'une part, elle va s'opposer à Destutt de Tracy qui à une question de l'Institut sur la morale chez un peuple répondait « pour conduire la volonté, il ne s'agit que de diriger leur jugement en les endoctrinant » car, pour elle le beau moral est du domaine de la liberté intérieure et ne peut être que blessé par une telle conception. Cela la pousse aussi à un refus du cynisme en politique et spécialement à un refus d'une double morale : celle de la vie privée et celle de l'Homme d'État. De même pour Madame de Staël, « ce n'est pas le nombre des individus qui constitue leur importance en morale. Lorsqu'un innocent meurt sur un échafaud, des générations entières s'occupent de son malheur, tandis que des milliers d'hommes périssent dans une bataille sans qu'on s'informe de leur sort ».
Par contre cette option qui va la mener à critiquer l'utilitarisme de Jeremy Bentham aura pour Alexis de Tocqueville un aspect négatif, à savoir qu'il les empêchera suivant le titre d'un des chapitres dans De la démocratie en Amérique de combattre « l'individualisme par la doctrine de l'intérêt bien entendu »,

## Les libéralismes de laRestaurationà la fin duSecond Empire

### L'orléanisme
Ce mouvement a été fondé par Guizot en 1815-1820 sous le nom de libéralisme notabiliaire. Parmi les autres personnages clé on trouve également des hommes comme Pierre-Paul Royer-Collard et Victor de Broglie (1785-1870) ou encore en philosophie Victor Cousin. Ce mouvement présente plusieurs points clés :
- Il ne cherche pas l'émancipation de l'individu mais cherche « son inscription - autant que faire se peut -dans un corps :groupe social, "corporation" réelle ou fictive, institution d'encadrement dont l'État est la première matrice »[15]
- À la différence du courant de Germaine de Staël et de Benjamin Constant, Guizot ne croit pas à la faculté de juger des individus et en l'examen raisonné des lois. Pour lui, la loi relève de « supériorités naturelles »[17]. Il en découle que pour eux, « la presse est une fonction sociale à remettre aux mains des grands intérêts »[16]*

En fait il s'agit d'un « libéralisme d'État » qui critique le « despotisme napoléonien » mais en reste très imprégné.

### Le groupe de Coppet et Alexis de Tocqueville
Il s'agit de penseurs (Germaine de Staël, Benjamin Constant, Alexis de Tocqueville, Jean de Sismondi, Lucien-Anatole Prévost-Paradol, Edouard Laboulaye celui qui eut l'idée de la statue de la Liberté) on dirait aujourd'hui d'intellectuels. Ils ont été des opposants fermes à François Guizot et à l'orléanisme. S'ils ont laissé une œuvre importante encore étudiée de nos jours, les institutions françaises maintenues ou mises en place par les orléanistes sont à peu près à l'opposé exact de leur pensée. En effet, les orléanistes ne font pas confiance aux individus alors qu'eux au contraire insistent sur l'individu, sa faculté de juger et sa participation à l'élaboration des lois. De sorte qu'ils « élaborent un libéralisme du sujet et de la conscience ». L'orléanisme se fie à l'État, ils s'en méfient. Sur ce point l'opposition est multiple.
Alors que les orléanistes veulent des experts au pouvoir, Benjamin Constant se méfie de la confusion qu'il peut en résulter et estime qu'« il faut distinguer l'influence de la classe éclairée comme éclairée et celle d'une partie de cette classe comme revêtue d'autorité. ». Par ailleurs ils distinguent les intérêts du pouvoir politique de ceux de la société. Enfin, il y a chez eux une réflexion sur la responsabilité des fonctionnaires notamment en période de Terreur, alors que les orléanistes poursuivent la tradition française antérieure qui consiste à soustraitre les fonctionnaires des règles ordinaires.

### Le catholicisme libéral
Le mouvement prend naissance en 1828 autour de Félicité de Lamennais, Henri Lacordaire et Charles de Montalembert à l'occasion du refus d'enseigner adressé à des congrégations.Ces hommes sont écartelés entre les libertés individuelle (liberté de la presse notamment) et « la doctrine des "droits de la vérité", qui sera celle de l'Église jusqu'à Vatican II) » qui veut que « seule la Vérité a des droits ». Globalement, ils sont donc pour la liberté d'enseigner, une forte décentralisation, la liberté de la presse, la liberté d'association et de réunion qui est alors très réprimée.
Le point de tension qui va leur valoir le plus d'ennui est leur double refus de l'infaillibilté de l'État et de Église. Lamennais quittera l'Église en 1834, tandis que Montalembert répondra à une lettre du secrétaire d'État du pape lui rappelant les « droits de la Vérité »: « la question n'est pas de savoir si l'erreur a des droits, mais si les hommes qui se trompent de bonne foi n'en ont pas »

### Les libéralismes et l'économie
Deux grands groupes d'économistes recoupant le clivage orléaniste/Groupe de Coppet peuvent être mis en évidence.
Côté doctrinaire et orléaniste ce qui domine, c'est une façon de penser l'économie dérivée de Quesnay où il existe un ordre de la nature et des lois naturelles dont le gouvernement ne doit pas s'éloigner. La vision de Quesnay et de la physiocratie d'un monarque « autorité tutélaire établie par la société pour la gouverner par des lois positives, conformément aux lois naturelles qui forment directement et invariablement la constitution de l'État » cadre bien avec la façon de penser l'État et l'économie de Guizot et avec lui de l'orléanisme. De même, Frédéric Bastiat entre bien dans cette ligne providentialiste sans toutefois le « despotisme légal des physiocrates ». Parmi les économistes qui seront sur ces lignées nous pouvons citer Charles Dunoyer et Henri Baudrillart.
Au contraire, avec Jean de Sismondi du Groupe de Coppet, un autre univers se dessine. Avec lui, on a un des premiers économistes à avoir critiqué la Loi de Say qui vaut que l'offre crée sa propre demande qui demeurera jusqu'à John Maynard Keynes un des préceptes de base de l'économie classique et du providentialisme. L'idée chez Sismondi est que dans le rapport des intérêst la balance n'est pas toujours juste et que certains intérêts peuvent prendre sur les autres un avantage destructeur. Écrivant à un moment où les enfants commençaient à travailler à six ans il avait notamment cet exemple en tête

## Le libéralisme après 1958
Il est possible de distinguer au moins trois courants :
- Le courant que René Rémond nomme la droite libérale. Il est issu de l'orléanisme et a inspiré l'Union pour la démocratie française[33]. Pour René Rémond, « ces libéraux comptent plus sur l'initiative privée, individuelle ou collective, que sur l'intervention de la puissance publique pour apporter une réponse appropriée aux problèmes concrets, créer de la richesse, innover en tout domaine »[34] mais, il s'agit d'un « libéralisme tempéré » a assez éloigné de celui de Margaret Thatcher ou de Ronald Reagan[35]
- Un courant extrêmement minoritaire très marqué par le libéralisme économique autrichien.
- À gauche, le libéralisme s'incarne par quelques experts qualifiés de social-libéral proches ou membres du Parti socialiste[36].

D'après une enquête du CEVIPOF menée en 2016, « la proportion de libéraux, selon les critères retenus, ne dépasse pas le tiers de l’électorat » français.